# بيل أندرسون (منتج أفلام)
بيل أندرسون (بالإنجليزية: Bill Anderson) هو منتج أفلام أمريكي، ولد في 12 أكتوبر 1911 في سميثفيلد في الولايات المتحدة، وتوفي في 28 ديسمبر 1997 في سان فرانسيسكو في الولايات المتحدة.

## وصلات خارجية
- ويليام أندرسون على موقع IMDb (الإنجليزية)
- ويليام أندرسون على موقع قاعدة بيانات الفيلم (الإنجليزية)